# Мизгулин, Дмитрий Александрович
Дмитрий Александрович Мизгулин — российский экономист, поэт, банкир; президент, председатель правления ОАО Ханты-Мансийский Банк. Заслуженный экономист Российской Федерации (2006).

## Биография
Дмитрий Александрович Мизгулин родился 10 сентября 1961 года в городе Мурманске.

### Образование
В 1984 году окончил Ленинградский финансово-экономический институт по специальности «финансы и кредит»
В 1993 году окончил Литературный институт им А. М. Горького.

### Профессиональная деятельность
С 1984 по 1986 год проходил службу в рядах Вооружённых Сил СССР в Краснознамённом Закавказском Военном округе. Работал на предприятиях оборонной промышленности.
С 1991 по 1994 — начальник управления, заместитель управляющего по экономическим вопросам и кредитной работе филиала АвтоВАЗбанка.
В 1994 году избран председателем правления АКБ «Морской Торгово-Промышленный Банк», а в 1995-ом — председателем Правления, исполнительным директором АКБ «Инкасбанк».
В 2001 году возглавил ОАО Ханты-Мансийский Банк. Депутат Думы ХМАО — Югры 4 созыва, председатель комиссии по бюджету, финансам и экономической политике. Является заместителем председателя Совета Ассоциации региональных банков России, членом Совета Ассоциации российских банков, членом экспертных Советов при Государственной Думе и Совете Федерации, Правительстве ХМАО — Югры, Полномочном представителе Президента РФ в УрФО, почетным консулом Чешской Республики в ХМАО — Югре.
По итогам 2002 года Международной Академией Менеджмента назван победителем Российского конкурса «Менеджер года в банковской сфере — 2002» в номинации «Динамичный банк» . Победитель российских конкурсов «Банкир года — 2002», «Банкир года — 2003», «Лучший российский менеджер XXI века», лауреат премии «Банковское дело — 2004» в номинации «Лучший банкир года: за эффективное управление банком», обладатель Национальной Банковской Премии 2005 года в номинации «За эффективное управление».
Имеет государственные и общественные награды, почетные звания. Заслуженный экономист РФ, кандидат экономических наук, Академик Петровской академии наук и искусств, Российской академии естественных наук.
Живёт в г. Ханты-Мансийске.

### Творческая деятельность
Член Союза Писателей России.
Печатался в журналах «Литературный Азербайджан», «Молодая гвардия», «Наш Современник», «Звезда», еженедельнике «Литературная Россия», коллективных альманахах и сборниках.
Автор книг стихотворений «Петербургская вьюга» 1992, «Зимняя дорога» 1995, «Скорбный слух» 2002, «О чем тревожилась душа» 2003, «Две реки» 2004, «География души» 2005, «Избранные сочинения» 2006, «Две Реки» на чешском языке, Прага, 2006, «Духов день» 2007, сборника рассказов «Три встречи» 1993, литературных заметок «В зеркале минувшего» 1997, книжки для детей «Звезд васильковое поле» 2002.

## Награды и премии
- Орден Дружбы (13 октября 2011 года) — за достигнутые трудовые успехи и многолетнюю добросовестную работу[17].
- Медаль «За труды в культуре и искусстве» (26 января 2023 года) — за вклад в развитие отечественной культуры и искусства, многолетнюю плодотворную деятельность[18].
- Заслуженный экономист Российской Федерации (22 сентября 2006 года) — за заслуги в области экономики и финансовой деятельности и многолетнюю добросовестную работу[19].
- Премия Правительства Российской Федерации в области культуры (23 декабря 2013 года) — за просветительский проект в области литературы «Альманах «День поэзии — XXI век»[20].
- Памятная медаль администрации Ханты-Мансийского района Югры «За благотворительность и спонсорскую поддержку» (28 декабря 2010 года)[21].
- Золотой знак Ассоциации «Россия» – за большой вклад в развитие кредитно-финансовой системы страны[22].
- Орден общественного признания «За особые заслуги в развитии банковского дела в России» (2005)[23], и стал лауреатом конкурса «Лучший банкир России»[24].
- Лауреат конкурса «Лучший банкир России» (2010)[25].
- Лауреат премии им. Д. Н. Мамина-Сибиряка 2004.
- Лауреат премии «Петрополь» (2005)[26].
- Лауреат премии журнала «Наш Современник» (2006)[27].
- Лауреат Всероссийской премии «Традиция» (2007).
- Лауреат премии Губернатора Ханты-Мансийского автономного округа в области литературы (2007)[28].
- Лауреат литературной премии им. Б. Корнилова (2008)[29].